# Обори (Плешевський повіт)
Обори (пол. Obory) — село в Польщі, у гміні Ґізалки Плешевського повіту Великопольського воєводства.
У 1975-1998 роках село належало до Каліського воєводства.